# Agència dels Estats de Madras
L'Agència dels Estats de Madras fou una entitat administrativa britànica a l'Índia creada el 1933 sobre el model de les agències de l'Índia Central i de Rajputana. Va quedar formada per cinc principats de l'Índia del sud. Els cinc estats, fins a la creació de l'agència estaven sota control directe del governador de la presidència de Madras, i des de 1933 van estar sota control de l'agent responsable directament davant el governador general. Va quedar abolida amb la independència de l'Índia el 1947.
Els cinc estats eren:
- Banganapalle
- Cochin
- Pudukkottai
- Sandur
- Travancore